# Övermo
Övermo är en by i Leksands kommun.
Den framstår gärna som Leksands "närmaste" by då den är belägen tvärs över älven från centralorten sett. Byn omges av Österdalälven mot norr och öst, där man tvärs över älven finner Noret, Limsjön, Lycka, Tibble och Ullvi medan Övermo i övrigt gränsar mot Edshult i väst, Moskogen till sydväst och Yttermos slätter i syd.
Byn har anor senast från 1600-talet då man började lämna spår efter sig i kyrkböckerna och bestod främst av bondgårdar fram till mitten på 1800-talet; jordbruken började försvinna på 1860-talet. År 1865 bildades Dalälvarnas flottningsförening och som hemmahamn och varv användes Övermo. Där finns idag platser för fritidsbåtar, vinterförråd för kyrkbåtarna samt flera företagsverksamheter, bland annat Övermo Svets & Smide och Basis Snickerier.
Längre ner längs älven återfinns området Lidwalls som inrymmer en mekanisk verkstad med anor från slutet på 1940-talet, ett av kommunens reningsverk samt en gammal soptipp som fungerade som deponi tills källsorteringen gjorde sitt intåg. Längre upp, mot järnvägsbron och Noret, hittar man istället en badplats och bystugan.
Övermo har omkring 150 bofasta invånare i omkring 120 hushåll och under sommaren ytterligare ett hundratal gäster. Övermo by och industriområde bjuder i övrigt på stor företagsamhet med maskinuthyrning, bildemontering och däck, bildelar och bilservice, VVS-konsult, byggföretag, musikproduktion och företag som förädlar lax (tidigare tre, men två av dem har upphört) och annan fisk som kommer från odlingar i älven och sjön Siljan.

## Övermo bystugeförening
Föreningen bildades 1953 på initiativ av bland andra Erland Lindell, Erik More och Gunnar Lidwall. Den köpte mark och demonterade den gamla bystugan, som tidigare varit byns skola, varpå man timrade upp detta och byggde ihop den med ett magasin som tidigare stod på Noret, allt på den plats som tidigare varit byns soptipp. Den nya bystugan uppfördes 1960 och invigdes den 6 januari 1961.
Åren 2004–2006 genomfördes en omfattande om- och tillbyggnad, som innebar nya toaletter (två wc och en handikapptoalett) riktade mot söder, mot tidigare två wc riktade mot väst) och ett tillbyggt kök, fyra gånger så stort som det gamla köket som istället blev diskrum. Bystugan står för uthyrning till allmänheten och rymmer 150 gäster. Vid ombyggnationen köptes också nya bord och stolar samt nytt porslin och köksgeråd, medan man även investerade i alternativ uppvärmning med undervattensvärme från älven.
Bystugan innehåller förutom en stor sal med scen också en bagarstuga där vissa använder den gamla stenugnen för att baka tjockbullar och andra läckerheter. På bygdegården finns också ett dubbelhärbre där sjöscouterna har hållit till, en förrådsstuga samt en grillkoja som rymmer 25 personer med anor som boende för timmerflottningens arbetare. Nere vid älven har man byggt en långbrygga, invigd 7 juli 2000, där kyrkbåtarna kan lägga till.

## Lokaliteter i Övermo

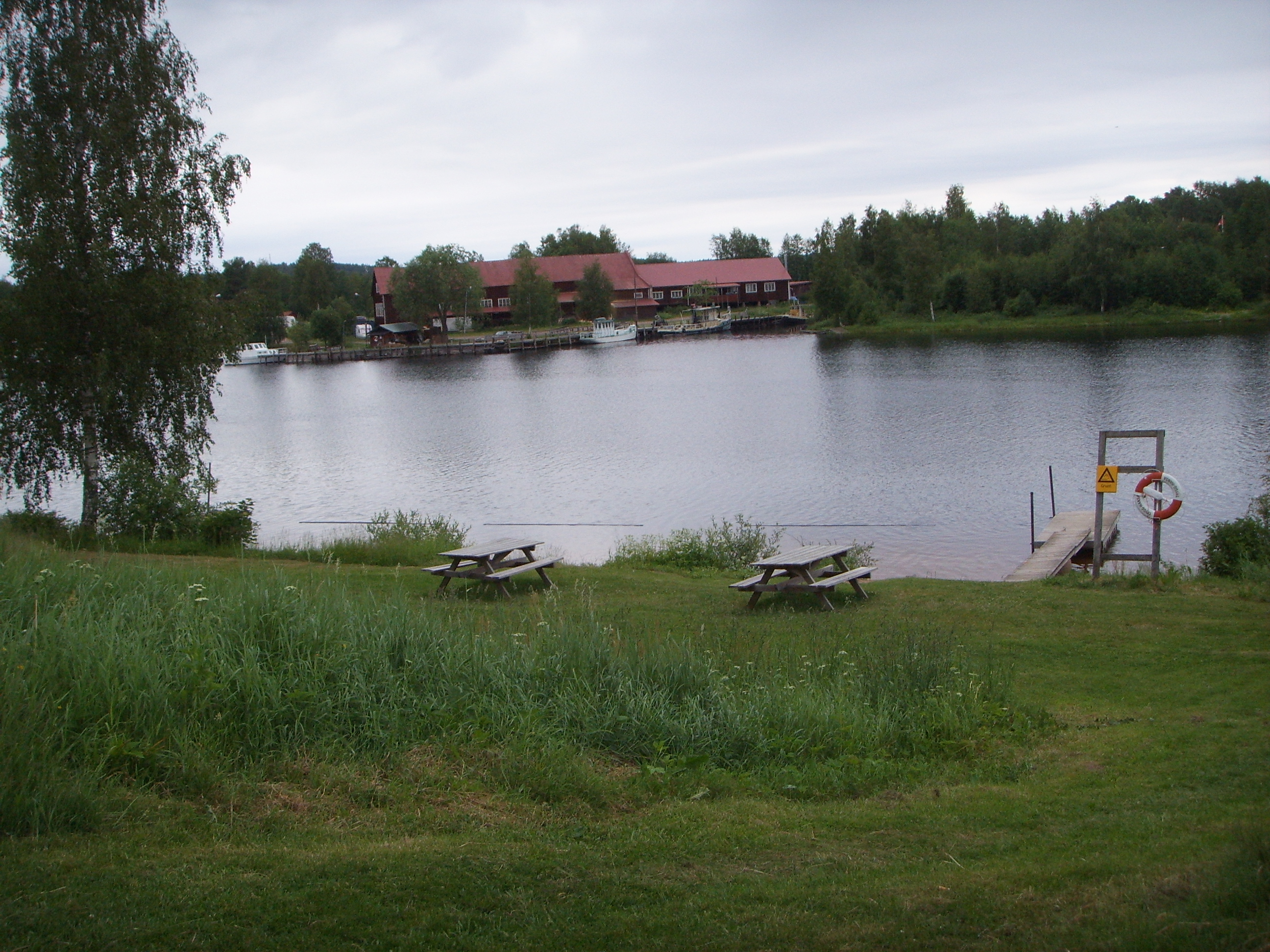
Övermo badplats midsommarafton 2007

När flottningen upphörde tog byborna Erland Lindell och Anton Bråmå kontakt med Stora Kopparberg med frågan om bystugeföreningen kunde få köpa marken där den gamla ångkvarnen legat. Året var 1973 och tomten gick under klubban för fem tusen kronor. Föreningen gallrade marken från lövträd och fick igen mer än köpeskillingen. Därefter fyllde man på med matjord och anlade en gräsmatta för att sedan fylla på med sand vid lågvatten. Flytbryggor och läns anskaffades och Övermo badplats var född!
Riksväg 70 planerades redan i mitten på 1950-talet och omnämndes först i ett protokoll från 1958. Men idoga protester från byborna i Övermo försenade bygget så mycket som till 1983. Sju fastigheter i Övermo fick rivas för att lämna plats till riksvägen och vägen som anslöt Övermo till det som idag kallas Lisselby raderades ut.